# Antonio Monteiro de França
Antonio Monteiro de França (Rio de Janeiro, 16 de dezembro de 1898 - Rio de Janeiro, 1970), foi um militar brasileiro.

## Origem
Nascido no Rio de Janeiro em 1898, era filho de Américo Monteiro Franca (1861-1920), cocheiro, condutor de bondes e do comércio, natural do Rio de Janeiro, e de Maria Luisa de Souza Franca, natural de Niterói, filha de imigrantes portugueses. Seus pais se casaram em Niterói e Antonio teve outros irmãos. Antonio, por via paterna, era descendente da Família Monteiro da Franca, importante família de origem portuguesa que se estabeleceu no nordeste brasileiro, mais especificamente na Paraíba e Pernambuco, onde ocuparam cargos políticos e militares e postos sociais notórios. Seu avós paternos eram Luiz Lucio Monteiro da Franca (ca.1817-1867) e Maria Perpetua Monteiro Franca, natural ela de Lisboa e filha de José Bernardo dos Santos e Perpetua da Conceição(ou da Silva Branco)(?-1859). Luiz Lucio, por sua vez, era natural de Pernambuco, comerciante, que atuava no Rio de Janeiro e Pernambuco, mas principalmente no Rio de Janeiro, onde morava e morreu, e era filho de Joaquim José dos Santos, natural de Viseu, e de Maria Lusitana Monteiro Franca, natural de Coimbra. Ambos se casaram em Lisboa e depois foram viver em Pernambuco onde tiveram seus filhos. Maria Lusitana era filha de Marianna Rosa Ferraz Pereira, natural de Braga, e do Dr. Manoel José Monteiro da Franca, natural da Paraíba, bacharel em Cânones(Direito) pela Universidade de Coimbra, que por sua fez era filho do capitão José Vicente Monteiro da Franca, natural do Porto, que se estabeleceu na Paraíba, e era Cavaleiro da Ordem de Cristo, e de Francisca Xavier da Conceição Teixeira, natural da Paraíba, com ascendência portuguesa e da Paraíba. Luiz Lucio teve outro filho de nome Affonso Lucio (1846-?) e outros três irmãos, no qual destacam-se: José Lúcio Monteiro da Franca(1820-1878), capitão, negociante e nomeado em Recife como secretário dos concelhos da guarda nacional no ano de 1848, e Joaquim Lúcio Monteiro da Franca, tenente-coronel da Guarda Nacional e depois elevado a Coronel e agraciado como Cavaleiro da Ordem de Cristo e já como Vereador de Recife, se juntou a campanha de melhorar a mesma cidade e foi Comandante do 3° Batalhão da Guarda Nacional bem como colaborou com as investigações da Revolução Praieira e também viveu do Negócio. Joaquim foi, também, suplente do Juiz Municipal na Comarca de Palmares, Pernambuco.  Antonio, era sobrinho-trineto de Francisco Xavier Monteiro de França, político brasileiro que atuou junto às cortes gerais portuguesas, foi deputado da província da Paraíba, bem como foi Presidente da Província da Paraíba no século XIX. Francisco Xavier foi considerado culpado na Revolução Pernambucana de 1817, sendo condenado à morte e depois recebeu clemência de D. João VI e mais tarde agraciado com a Comenda da Rosa por D. Pedro II. Francisco Xavier era irmão, também, de Joaquim José Monteiro da Franca, que também teve participação na referida Revolução, sendo condenado à prisão por um Tribunal Militar e vindo a falecer em 1818; e José Bento Monteiro da Franca, médico formado pela Universida de Coimbra. Antonio, por ser sobrinho-trineto de Francisco Xavier, era, por consequência, primo distante de Francisca Antonieta da Conceição Monteiro da Franca, filha do mesmo, sendo esta esposa de José Teixeira de Vasconcelos, Barão de Maraú, e primo distante de Germiniano da Franca, ex-ministro do STF e do Tenente-Coronel do Exército brasileiro Octaviano Augusto Monteiro da Franca, Comandante do 5° Batalhão de Artilharia do 3° Distrito Militar, irmãos e netos de Francisco Xavier. Antonio teve outros primos notáveis e tios-trisavôs, como: José Bento Monteiro da Franca e Joaquim José Monteiro da Franca, João Pinto Monteiro da Franca e Silvana Monteiro da Franca. Ancestrais de José Vicente Monteiro da Franca e Francisca Xavier da Conceição Teixeira também eram de notável importância e alguns eram Cavaleiros da Ordem de Cristo, como Bento Casado Monteiro, que também era Bacharel. Uma das filhas de Bento Casado Monteiro casou-se, inclusive, com Henrique Ventura de Mattos, filho do Capitão Máximo Barbosa Pinto e outro filho, Carlos Monteiro da França, tornou-se Arcipreste de Viana do Castelo, além de ser Bacharel pela Universidade de Coimbra. Destaca-se também Manoel Pinto dos Santos, também Cavaleiro da Ordem de Cristo, que se casou com Angélica Francisca de França, Dama da Real Câmara da Rainha, ou seja, uma variação feminina do título honorífico de Moço de Câmara, que era o 3° grau da 2ª ordem da Fidalguia portuguesa, onde a Angélica servia diretamente à Rainha de Portugal. Angélica era filha de Bento Casado Monteiro e Maria da Franca Denis Benevides. Manoel e Angélica são ancestrais de José Vicente Monteiro da Franca. Antonio descende também de Jacinto Teixeira Mendes, sargento-mor, e de Maria da Anunciação e Macedo, filha do Capitão João André Dias. A família até hoje mantém tradição no nordeste brasileiro, mais especificamente na Paraíba, tendo ainda muitos de seus membros e descendentes na política, e em demais cargos e posições de notável importância.

## Trajetória

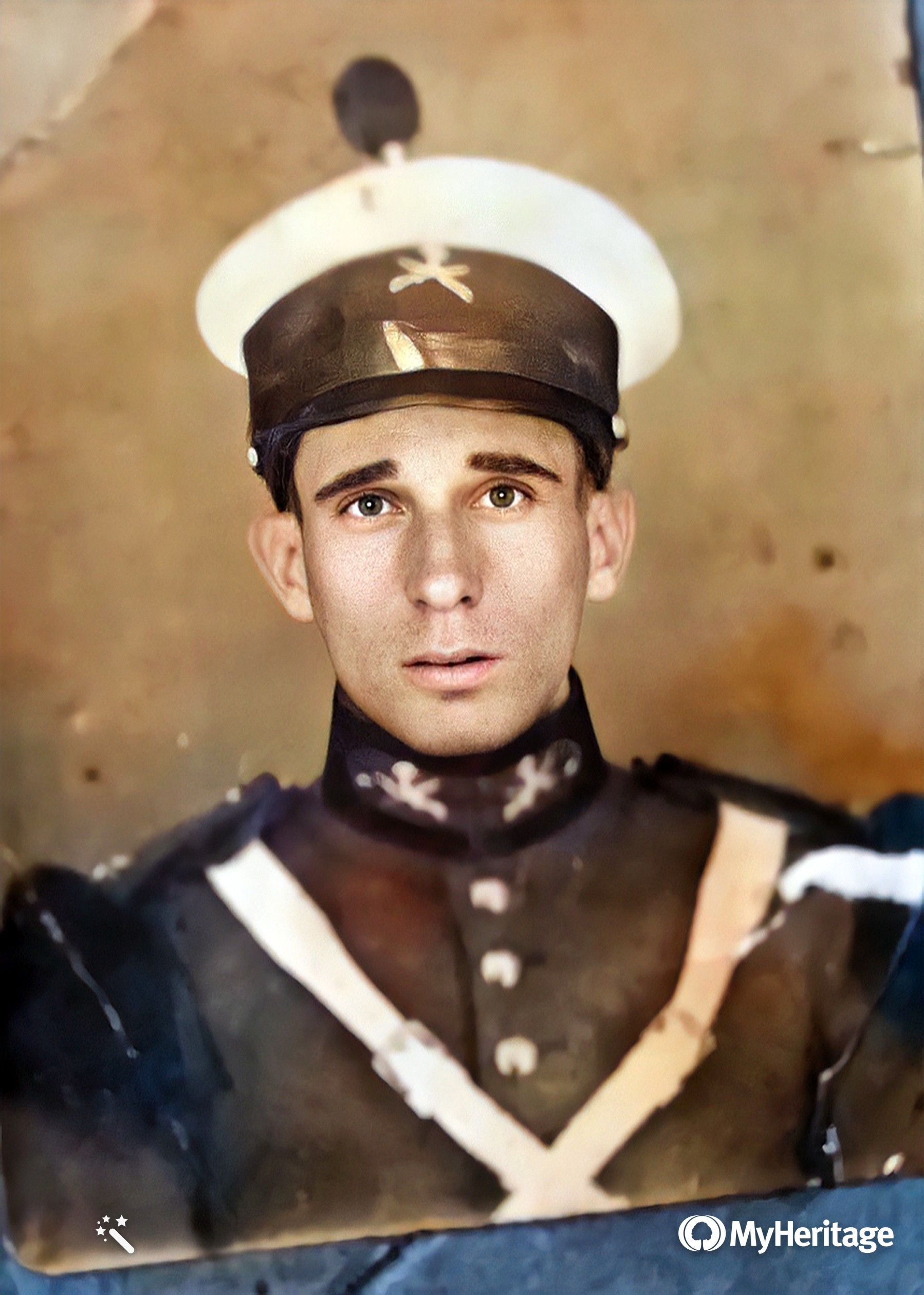
Antonio em início de carreira.

Em 1921, aparece como engajado militar, ou seja, continua seus serviços após o alistamento militar. Neste mesmo ano, aparece como Praça engajado na categoria Anspeçada da Polícia Militar do Distrito Federal. Em 1925 faz o vestibular de acesso a oficiais da Polícia Militar do Distrito Federal. Em 1930, no posto de sargento, lotado no 5° Batalhão de Infantaria da PMDF, participou de um abaixo assinado publicado no jornal onde este se solidariza com o Sr. Osvaldo Aranha, patrocinado pelo Diário de Notícias, para que o Brasil resgate a dívida externa.  Em 1933 foi promovido ao posto de segundo-tenente da PMDF. onde também se matriculou no curso de Educação Física no Centro Militar de Educação Física onde se formou. Em 1934 foi citado no Almanak Laemmert como segundo-tenente no 5° Batalhão de Infantaria da PMDF no Rio de Janeiro. Em 1936, ainda como segundo-tenente, foi designado juiz de setor para a prova do espetáculo "Chama Militar". Em 1937 foi designado juiz de chegada para o mesmo espetáculo. Em 1938, ainda no posto de segundo-tenente da PMDF, no Rio de Janeiro,  foi preso acusado de ter participação em uma manifestação integralista que pretendia atacar um batalhão da Policia Militar do Distrito Federal no Rio de Janeiro, onde, segundo autoridades da época, participaram outros militares. Em sua defesa, Antonio alegou que, de fato, pertencia ao movimento integralista mas que nesse dia participava apenas de uma manifestação pacífica que visava prestar homenagens ao então presidente da República, Getúlio Vargas. Outros membros teriam participado, mas Antonio alegou que estava de passagem na manifestação pacífica e em que nenhum momento se juntou a qualquer movimento rebelde, e nem teria passado pelo Largo do Machado, onde teria os ataques. Sua esposa Arlette, impetrou um pedido de habeas corpus, onde depois de um tempo foi solto.. Em decorrência desse ato, foi reformado nesse mesmo ano como segundo-tenente, algo que durou pouco visto que logo depois retornou às suas atividades militares. Em 1939 se registrou como professor de Educação Física. Em 1950, já como capitão,  fez escolta do preso Agilberto Vieira de Azevedo considerado na época um agitador social. Ainda neste ano deixou o cargo de subcomandante do 1° Batalhão de Infantaria, que vinha exercendo de forma interina e passando a assumir a 4ª companhia do mesmo batalhão como comandante, onde tomou posse no dia 22/04/1950 Em 1951 impetrou com um pedido de legal, ainda como capitão da PMDF para que não seja concedida sua reforma militar e de outros colegas, o que aconteceu. Depois de sua reforma, passou a atuar como professor de educação física do Colégio Meira Lima, no Rio de Janeiro. Vale destacar que durante o período de atividades militares de Antonio, o Rio de Janeiro era a capital federal do Brasil, e, por conseguinte, capital do Distrito Federal. E, com isso, a Policia Militar do Distrito Federal estava localizada na referida cidade, sendo mais tarde transferida para Brasília, quando esta passou a ser a capital federal do Brasil e do Distrito Federal.

## Família e Descendência
Casou-se com Arlette Barros de Souza e teve quatro filhas: Anadir (1935), Anayr (1937), Jorgina (1938) e Neyde (1939).  Anayr(1937) está citada no Gothaisches Genealogisches Handbuch, Freiherrliche Häuser(Casa Baronial, em português), livro da nobreza alemã, como mãe de Rosangela França de Oliveira, que se casou com Ronaldo de Mentzingen, membro da família dos Senhores de Mentzingen, sendo ele bisneto de Alfredo de Mentzingen e Blandina Correa de Mattos, trineto do Barão Wilhelm Ludwig Raban von Mentzingen, patriarca da linha brasileira dos Mentzingen no Brasil e, por consequência, tetraneto do Barão Christian Ernst August von Mentzingen. Rosangela e sua família residem na cidade de Maricá.